# Liga femenina de fútbol de Kazajistán
La liga femenina de fútbol femenino de Kazajistán fue fundada en 2004, trece años después de la independencia del país. Antes del colapso de la URSS, ciertos clubes femeninos kazajos competían en las Ligas Femeninas de Fútbol de la Unión Soviética, pero tras el colapso, dichos clubes se fueron a Rusia o sencillamente desaparecieron.
La liga kazaja actual consiste en una sola categoría con un número de participantes irregular, que oscila entre los cuatro y los siete equipos. El campeón se clasifica para la Liga de Campeones. 
El principal dominador del campeonato es el BIIK Kazygurt de Shymkent (antiguamente Alma-KTZ) con siete títulos, seguido del SSVSM Almaty, que ha ganado los otros tres.

## Clasificaciones
| Año  | 1º       | 2º       | 3º           | 4º        | 5º          | 6º       | 7º        |
| ---- | -------- | -------- | ------------ | --------- | ----------- | -------- | --------- |
| 2004 | Alma-KTZ | ?        |              |           |             |          |           |
| 2005 | Alma-KTZ | Rachat   | SSVSM        | Akku      | Shakhter    | Zherim   |           |
| 2006 | Alma-KTZ | Zherim   | SSVSM        | Zherim II |             |          |           |
| 2007 | Alma-KTZ | Shakhter | Alma-KTZh II | Zherim    | Akku        | Vostok   |           |
| 2008 | Alma-KTZ | ?        |              |           |             |          |           |
| 2009 | SSVSM    | Zherim   | Alma-KTZ     | Shakhter  | Sdjusshor 8 | Vostok   | Kyzylhar  |
| 2010 | SSVSM    | BIIK     | Zherim       | Shakhtar  | BIIK II     |          |           |
| 2011 | BIIK     | SSVSM    | Zherim       | BIIK II   | Astana 64   | Shakhter | Zhetysu   |
| 2012 | SSVSM    | ?        |              |           |             |          |           |
| 2013 | BIIK     | SSVSM    | Zhetysu      | Zherim    | Shakhter    | BIIK II  | Astana 64 |